# Chiesa di San Giacomo Apostolo (Altomonte)
La chiesa di San Giacomo Apostolo è un luogo di culto situato ad Altomonte, in provincia di Cosenza. È uno degli edifici religiosi più antichi del centro abitato: secondo alcune ipotesi un'epigrafe in lingua greca situata in una delle cappelle farebbe risalire la sua costruzione al 873 d.C. ad opera dei bizantini, mentre le più antiche notizie certe della sua esistenza risalgono ad un documento di vendita del 1182.
 
Durante i secoli la chiesa ha subito numerosi rimaneggiamenti. La forma attuale presenta una singola navata e cinque cappelle laterali. Le decorazioni interne e l'altare maggiore in marmo policromo risalgono al Settecento mentre all'esterno spicca un portale barocco decorato con cimase in rilievo e motivi vegetali.

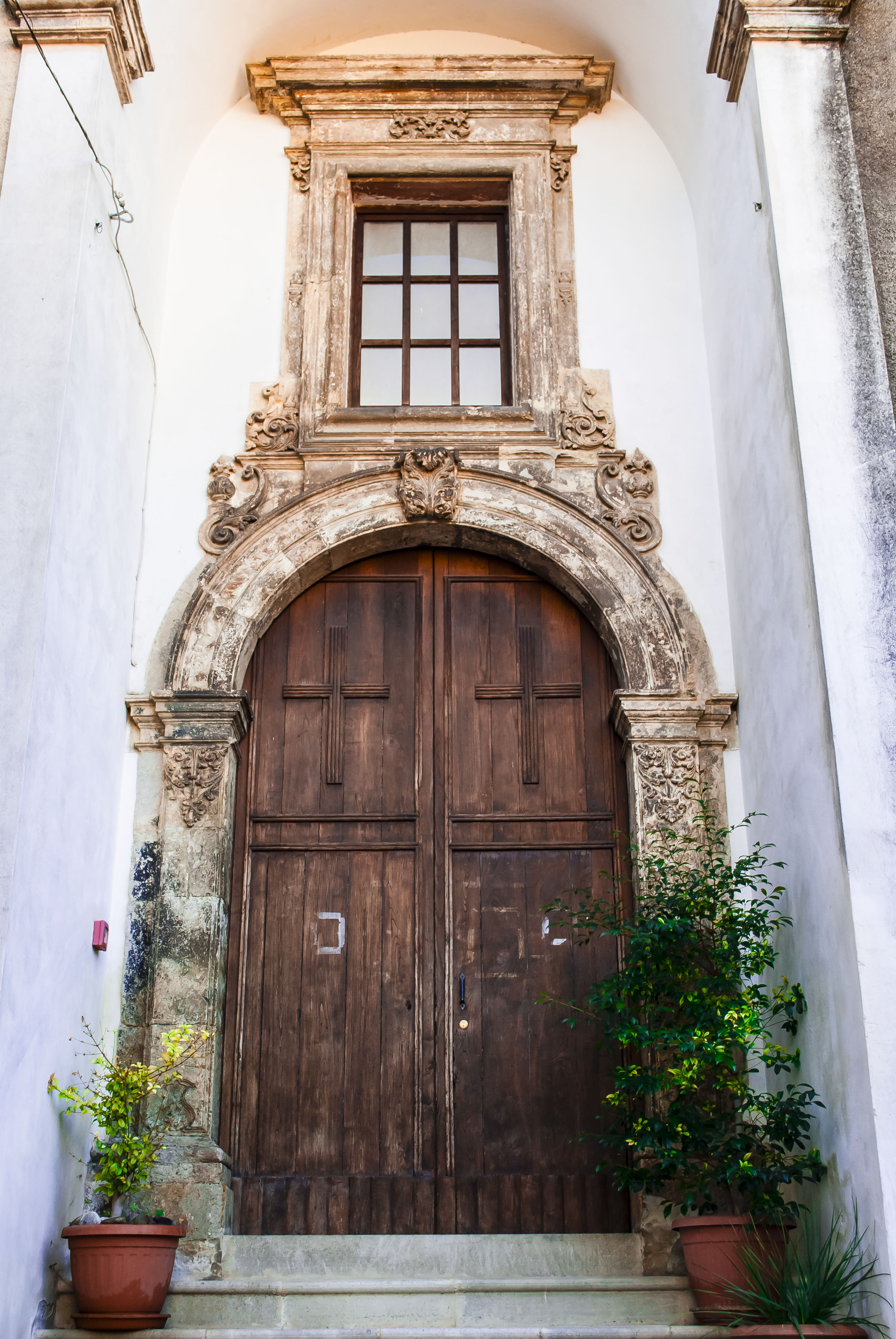
Il portale d'ingresso della chiesa